# Rayveness
Rayveness (nascuda el 19 de juny de 1972 a Jamestown, Carolina del Nord), és una actriu porno nord-americana amb una extensa trajectòria, exquàquera i membre del Saló de la Fama de l'AVN i del Saló de la Fama de la XRCO.

## Biografia
Abans de començar a treballar com a actriu porno, va treballar com a venedora de Avon, cangur i després en diversos restaurants de menjar ràpid. Va començar a treballar en la pornografia a l'edat de 18 anys, després que el seu llavors marit Net Bone va veure un segment sobre "vídeos de collita pròpia" en el show de Sally Jessy Raphäel. (es va casar amb ell un mes abans de graduar-se en l'institut).

## Carrera cinematogràfica
Rayveness va iniciar en la indústria porno als 18 anys el 1990, i inicialment va actuar únicament amb el seu llavors marit (conegut pel pseudònim de Net Bone) i altres estrelles femenines. El seu nom artístic és d'origen indi i significa "de l'esperit”. En 1997 es va divorciar de Net Bone i va començar a treballar amb altres actors masculins. El 2000 va contreure matrimoni novament, aquesta vegada amb l'actor porno Tod Alexander, de qui es va divorciar en 2003.
El 2000 es va prendre un descans de la indústria del cinema per a adults per seguir actuant en la indústria del cinema convencional. Es va tenyir el cabell de color vermell i feia servir lents de contacte marrons per reduir al mínim la possibilitat que algú la reconegués. Rayveness va interpretar un paper amb diàleg a "Policies de Nova York" i va participar en "Camí a la guerra" en el paper de Lynda, la filla major del president Lyndon B. Johnson. Va tornar a la indústria per adults en 2003 després de la mort de John Frankenheimer, qui era la seva principal connexió en la indústria del porno.
En 2006 va ser nominada als premis XRCO com la "MILF de l'any". Rayveness va prendre un segon descans de la indústria del cinema pornogràfic en juny de 2006 fins a l'agost de 2007, per tenir un fill mitjançant una fertilització in vitro. En juliol de 2009 va esdevenir la primera estrella contractada per l'estudi Girlfriends Films, un contracte que li va permetre continuar actuant en escenes heterosexuals per altres estudis.
En febrer de 2011 va anunciar la seva retirada de la indústria de la pornografia en la xarxa social Twitter. En juliol de 2012, va actuar novament en una escena per Reality Kings, però es va retirar de nou en desembre d'aquell any.

## Vida personal
En 1998 va contreure matrimoni amb el també actor porno Dizzy Blonde, de qui es va divorciar en desembre de 2001. En febrer de 2007, va néixer el seu primer fill, fruit de la fertilització in vitro, encara que no ha fet públic el nom del pare del nadó. En la seva pàgina de Myspace, va dir que tenia planejat seguir treballant en la indústria del porno.